# (9604) Bellevanzuylen
(9604) Bellevanzuylen – planetoida z grupy pasa głównego asteroid okrążająca Słońce w ciągu 3 lat i 270 dni w średniej odległości 2,41 j.a. Została odkryta 30 grudnia 1991 roku w Observatoire de Haute-Provence przez Erica Elsta. Nazwa planetoidy pochodzi od Belle van Zuylen, pseudonimu Isabelle de Charrière (1740–1805), urodzonej jako Isabella Agneta Elisabeth van Tuyll van Serooskerken – holenderskiej pisarki epoki oświecenia, pochodzenia arystokratycznego. Przed nadaniem nazwy planetoida nosiła oznaczenie tymczasowe (9604) 1991 YW.